# Mass Effect Galaxy
Mass Effect Galaxy fue un videojuego de rol de acción móvil desarrollado por BioWare y publicado por Electronic Arts para iOS. Fue lanzado el 23 de junio de 2009.
Galaxy sigue al ex soldado de Systems Alliance Jacob Taylor mientras trabaja con su colega Miranda Lawson y otros aliados para frustrar una conspiración terrorista contra el Citadel Council, un comité ejecutivo formado por varias especies políticamente dominantes. quienes tienen una gran influencia en la galaxia y son reconocidos como una autoridad por la mayor parte del espacio explorado. Tanto Jacob como Miranda aparecerían más tarde como personajes recurrentes en la serie de videojuegos de rol y acción de ciencia ficción Mass Effect, sobre todo como personajes complementarios en Mass Effect 2, donde se revela que son miembros de la organización paramilitar antropocéntrica Cerberus.
Un spin-off tie-in precuela de Mass Effect 2, Galaxy fue lanzado el 22 de junio de 2009. Recibió críticas mediocres de periodistas de videojuegos, que criticaron los controles y la jugabilidad poco inspirada. El juego se eliminó de la Apple Store y ya no está disponible para su compra.

## Jugabilidad
Mass Effect Galaxy ha sido descrito como un "shooter de arriba hacia abajo" y contenía aproximadamente dos horas de juego. Los jugadores asumen el control directo de Jacob Taylor inclinando el iPod Touch o iPhone y el disparo se realiza automáticamente. El juego se juega desde una perspectiva de arriba hacia abajo y los niveles se vuelven más laberínticos a medida que el jugador avanza. Se pueden fijar enemigos y se pueden realizar movimientos adicionales presionando los botones en la pantalla frontal. Es posible usar la habilidad de estasis biótica de Jacob para congelar a los enemigos en su lugar, o usar una omniherramienta para sabotear los escudos enemigos. Finalmente, Jacob puede disparar un misil que puede eliminar a varios enemigos dentro de su radio de explosión. Las conversaciones se representan en paneles estilo cómic y hay algunas oportunidades para diálogos de opción múltiple. Las escenas se muestran a través de paneles de cómics animados.
Según BioWare, no es necesario jugar Galaxy para entender o disfrutar Mass Effect 2, al igual que las novelas complementarias lanzadas como parte de los medios ampliados de Mass Effect.
Galaxy se eliminó de la App Store de iOS a partir de 2012 y ya no está disponible para su compra.

## Trama
Jacob Taylor está de vacaciones a bordo de un crucero cuando de repente es abordado por batarianos, una especie humanoide de cuatro ojos que a menudo es hostil a la humanidad. Jacob lucha contra los piratas batarianos y viaja a la Ciudadela para encontrarse con su ex oficial al mando, el mayor Derek Izunami. El viaje de Taylor coincide con la llegada de un embajador de la Hegemonía Batariana, Jath'Amon, que se reunirá con el Consejo de la Ciudadela para mantener conversaciones de paz. Izunami le pide a Jacob que investigue a los batarianos en Terminus Systems.
Cuando Jacob llega al Abismo de Nemea para encontrarse con una informante llamada Miranda Lawson, se ve obligado a lidiar con piratas humanos que se han apoderado de una estación espacial local. Una vez que ha tratado con el líder pirata "Black Eye" Clint Darragh, Miranda se ofrece a cooperar con Jacob y le da tres pistas para investigar: un contrabandista de armas turian llamado Illo Nazario que se esconde en tortuga; el levantamiento de un ejército batariano en el planeta Bekke, lo que supone un alejamiento de sus tácticas convencionales de formar pequeñas células terroristas; e informes de médicos y científicos humanos secuestrados por los batarianos y llevados a la Plataforma Orbital Ahn'Kedar.
Jacob descubre una gran reserva de Elemento Cero en Bekke, rescata al científico asari Batha con la ayuda de un mercenario krogan llamado Nax en Ahn'Kedar, y se infiltra en la base de Illo usando un Código de acceso proporcionado por Ish, un contacto salariano de Miranda. Después de confrontar a Illo y enterarse de su enfermedad, Jacob deduce que los batarianos están trabajando en una enfermedad diseñada biológicamente y los batarianos utilizaron a Illo como sujeto de prueba. Batha sintetiza una vacuna que podría neutralizar el arma biológica; Después de curarse de la enfermedad, Illo revela que los batarianos tienen la intención de desatarla en el Consejo de la Ciudadela a través de Jath'Amon, que tiene la vacuna.
Jacob y Miranda se apresuran a ir a la Ciudadela, donde frustran el complot batariano y salvan al Consejo. Jath'Amon jura venganza contra Jacob y la raza humana y es escoltado por Seguridad de la Ciudadela. Jacob se va de vacaciones y se sorprende cuando Miranda trae una botella de champán para acompañarlo.

## Recepción
IGN obtuvo una puntuación de Mass Effect Galaxy de 5.0/10 y calificó el juego de apresurado, con "controles torpes y acciones repetitivas". El estilo artístico diferente del juego se señaló como uno de los puntos positivos del juego, pero las animaciones eran "débiles" y el diseño del juego fue criticado como "poco interesante". El crítico concluyó aconsejando a los lectores que "eviten este juego aburrido y poco divertido".
Tracy Erickson de Pocketgamer pensó que el título era un "spin-off sin inspiración" que estaba "a años luz de ser divertido". Su reseña concluyó: "Como un agujero negro, la acción inferior basada en inclinación y la pérdida del legado de los juegos de rol de la serie devoran las expectativas de una extensión digna de esta alabada epopeya galáctica". Recibió una calificación de 2.5/5.
Chris Holt de MacWorld comparó Mass Effect Galaxy con el impopular Star Wars Holiday Special. Holt lo describió como "apresurado, defectuoso y prácticamente una imitación mal realizada" de una de las propiedades intelectuales mejor consideradas del editor Electronic Arts.